# Moses Gunn
Pour les articles homonymes, voir Gunn.
Moses Gunn est un acteur américain de théâtre et de cinéma, né le 2 octobre 1929 à Saint-Louis (Missouri, États-Unis) et mort le 16 décembre 1993.

## Biographie
Moses Gunn fut l'un des acteurs afro-américains les plus influents des années 1960 à 1980.
Grand acteur de théâtre, il fut notamment l'un des membres fondateurs de la célèbre troupe new-yorkaise Negro Ensemble Company, à la fin des années 1960. Il tint aussi le rôle-titre d'Othello ou le Maure de Venise, et remporta de nombreuses récompenses, en particulier deux Obie Awards.
Au cinéma, il s'est illustré dans des films à succès comme Shaft, les nuits rouges de Harlem, Deux Hommes dans l'Ouest, Rollerball et L'Histoire sans fin. En 1981, il est honoré d'une NAACP Image Award pour son interprétation du leader noir Booker T. Washington dans Ragtime.
Visage familier du petit écran, il a tenu des rôles réguliers dans les séries The Cowboys, Good Times et Father Murphy, et fait de multiples apparitions par ailleurs, en particulier dans la célèbre mini-série Racines.
Il est aussi connu pour plusieurs apparitions dans la série télévisée La Petite Maison dans la prairie où il incarne le rôle de Joe Kagan (de 1977 à 1981).
Moses Gunn est décédé des suites de son asthme, quelques mois après avoir tenu un rôle mémorable dans un épisode de la série Homicide plébiscité aux Emmy Awards : Trois hommes et Adena.

## Filmographie

### Cinéma
- 1964 : Nothing But a Man, de Michael Roemer : Mill Hand no 2
- 1970 : L'Insurgé (The Great White Hope) de Martin Ritt : Scipio
- 1971 : Shaft, les nuits rouges de Harlem (Shaft), de Gordon Parks : Bumpy Jonas
- 1971 : Deux Hommes dans l'Ouest (Wild Rovers) de Blake Edwards : Ben
- 1972 : Eagle in a Cage, de Fielder Cook : Général Gourgaud
- 1972 : Les Quatre Malfrats, (The Hot Rock), de Peter Yates : Docteur Amusa
- 1972 : Les Nouveaux Exploits de Shaft (Shaft's Big Score!), de Gordon Parks : Bumpy Jonas
- 1973 : The Iceman Cometh, de John Frankenheimer : Joe Mott
- 1974 : Amazing Grace (en), de Stan Lathan : Welton J. Walters
- 1975 : Cornbread, Eral and Me, de Joe Manduke : Banjamin Blackwell
- 1975 : Rollerball, de Norman Jewison : Cletus
- 1975 : Aaron Loves Angela (en), de Gordon Parks Jr. : Ike
- 1978 : Tu ne m'oublieras pas (Remember My Name), de Alan Rudolph : Pike
- 1980 : La Neuvième Configuration (The Ninth Configuration) de William Peter Blatty : Major Nammack
- 1981 : Ragtime, de Miloš Forman : Booker T. Washington
- 1982 : Amityville 2, le possédé (Amityville II : The Possession), de Damiano Damiani : Détective Turner
- 1984 : Charlie (Firestarter), de Mark L. Lester : Docteur Pynchot
- 1984 : L'Histoire sans fin (The Neverending Story), de Wolfgang Petersen : Cairon
- 1985 : La Cavale impossible (Certain Fury), de Stephen Gyllenhaal : Docteur Freeman
- 1986 : Le Maître de guerre (Heartbreak ridge), de Clint Eastwood : Sergent Webster
- 1987 : Leonard 6 (Leonard Part 6) de Paul Weiland : Giorgio Francozzi
- 1988 : La Guerre en famille (Dixie Lanes), de Don Cato : Isaac
- 1989 : The Luckiest Man in the World, de Frank D. Gilroy : la voix dans la salle de bains

### Télévision
- 1964 : East Side/West Side (série télévisée) Saison 1, épisode 23 The Name of the Game
- 1968 : Of Mice and Men de Ted Kotcheff (téléfilm, d'après Des souris et des hommes de John Steinbeck)
- 1968 : N.Y.P.D. (série télévisée) Saison 2, épisode 2 Encounter on a Rooftop
- 1969 : Sur la piste du crime (The FBI), (série télévisée) Saison 4, épisode 15 Eye of the Storm : John Shepard
- 1970 : Le Shérif (The Sheriff) (TVfilm) de David Lowell Rich : Cliff Wilder
- 1971 : Hawaï police d'État (Hawaii 5-0) (série télévisée) Saison 4, épisode 12 Neuf, dix morts (Nine, Ten, You're Dead) : Willy Stone
- 1972 : If You Give a Dance, You Gotta Pay The Band, (TVfilm) de Fred Coe : M. Miller
- 1972 : Un shérif à New York (McCloud), (série télévisée) Saison 2, épisode 5 La vallée tranquille (A Little Plot at Tranquil Valley) : Morgan
- 1972 : Au-delà de la fortune (Haunts of the very rich), (TVfilm) de Paul Wendkos : Seacrist
- 1973 : L'Homme de Vienne (Assignment Vienna), (série télévisée) Saison 1, épisode 8 La vengeance du mercenaire (Soldier of fortune) : Vasamumbo
- 1973 : The Wide World of Mystery, série télévisée, épisode (Moving target) : Détective Evans
- 1973 : Kung Fu (série télévisée) Saison 1, épisode 13 La pierre (The Stone) : Isaac Montola
- 1973 : The Cowboys (série télévisée) (apparitions régulières dans 12 épisodes) : Jebediah Nightlinger
- 1974 : The Wide World of Mystery, série télévisée, épisode Legacy of Blood : Joe Mattingly
- 1975 : The Secret of the Pound (TVfilm) : Sharbee
- 1975 : The Jeffersons (série télévisée) Saison 1, épisode 6 George's Skeleton : Monk Davis
- 1975 : L'aventure est au bout de la route (Movin'On) (série télévisée) Saison 2, épisode 5 ...to Be in Carolina : Otis Andrews
- 1976 : Law of the Land / The Deputies (TVfilm) de Virgil W. Vogel : Jacob
- 1976 : The First Breeze of Summer (TVfilm) de Douglas T. Ward et Kirk Browning : Milton Edwards
- 1977 : Racines (Roots) (mini-série télévisée) : Le chef Kintango
- 1977 : Switch (série télévisée) Saison 2, épisode 24 Heritage of Death : Alexo
- 1977 : Good Times (série télévisée) Saison 4, épisodes 19 à 24 : Carl Dixon
- 1977 : Quincy (Quincy, M.E.) (série télévisée) Saison 3, épisode 2 A Blow to the Head... A Blow to the Heart : Ben McDade
- 1978 : La Petite Maison dans la prairie (The House on the Prairie) (série télévisée) Saison 4, épisode 10 (Le boxeur (The fighter) ) : Joe Kagan
- 1978 : Maude (série télévisée) Saison 6, épisode 16 Maude's Foster Child : Le Révérend James Buick
- 1978 : Vegas (Vega$) (série télévisée) Saison 1, épisode 9 La femme perdue (Lost Women) : Domo
- 1979 : Salvage 1 (série télévisée) Saison 1, épisode 8 Operation Breakout : Yafert Boratu
- 1979 : La Petite Maison dans la prairie (The House on the Prairie) (série télévisée) Saison 5, épisodes 12 et 13 (Le voyage (1 et 2/2) (Blind Journey: Part 1 et 2) ) : Joe Kagan
- 1979 : La Petite Maison dans la prairie (The House on the Prairie) (série télévisée) Saison 5, épisode 21 (L'incendiaire (Barn Burner) ) : Joe Kagan
- 1980 : The Contender (mini-série télévisée) (apparitions régulières dans 5 épisodes) : George Beyfus
- 1981 : La Petite Maison dans la prairie (The House on the Prairie) (série télévisée) Saison 7, épisode 15 (La fête (Make A Joyful Noise) ) : Joe Kagan
- 1981 et 1982 : Le grand frère (Father Murphy) (série télévisée) (rôle régulier) : Moses Gage
- 1984 : The Killing Floor (TVfilm) de Bill Duke : Heavy Williams
- 1984 : The House of Dies Drear (TVfilm) de Allan Goldstein : River Lewis Darrow
- 1985 : Les Routes du paradis (Highway to Heaven) (série télévisée) Saison 2, épisode 7 La grande vie (Popcorns, Peanuts and Crackerjacks) : Ted Tilley
- 1985 : Experiment in Freedom : Charlotte Forten's Mission (TVfilm) de Barry Crane : Hannibal
- 1986 : Hôtel (série télévisée) Saison 3, épisode 24 Separations : Albert
- 1987 : Capitaine Furillo (Hill Street Blues) (série télévisée) Saison 7, épisode 13 Ambiance malsaine (City of Refuse) : Marvin Sloan
- 1987 : Bates Motel (TVfilm) de Richard Rothstein : Henry Watson
- 1989 : A Man Called Hawk (série télévisée) (rôle régulier dans 8 épisodes) : Old Man
- 1989 : Cosby Show (série télévisée) Saison 5, épisode 18 Dr. Cosby marabout (The Dead End Kids Meet Dr. Lotus) : Dr. Lotus
- 1989 : Cosby Show (série télévisée) Saison 6, épisode 10 Belle-maman (Grampy and Nunu Visit the Huxtables) : Joe Kendall
- 1989 : Amen (série télévisée) Saison 4, épisode 2 Where There's a Will : Benjamin Tillman
- 1989 : The Women of Brewster Place (TVfilm) de Donna Deitch : Ben
- 1990 : Les Contes de la crypte (Tales from the Crypt) (série télévisée) Saison 2, épisode 12 Les pieds du cadavre (Fitting Punishment) : Ezra Thornberry
- 1990 : Equal Justice (série télévisée) Saison 1, épisode 6 Promises to Keep : Robert Marshal James
- 1990 : Gabriel Bird (Gabriel's Fire) (série télévisée) Saison 1, épisode 7 Tu aimeras ton prochain (The Neighborhood) : Monseigneur Cecil Dobbs
- 1990 : Snoops (en) (série télévisée) Saison 1, épisode 11 Someone to Lay Down Beside Me : Chance Dennis Senior
- 1990 : Janek : sept morts par coïncidence (Murder Times Seven), (TVfilm) de Jud Taylor : Sam Paxton
- 1991 : Brother Future, (TVfilm) de Roy Campanella II : Isaac
- 1991 : Parfaite harmonie (Perfect Harmony), (TVfilm) de Will Mackenzie : Zeke
- 1992 : Memphis, (TVfilm) de Yves Simoneau : Tio Wiggins
- 1993 : No Room for Opal, (TVfilm) de Fred Barzyk : Williard
- 1993 : Homicide (série télévisée) Saison 1, épisode 5 Trois hommes et Adena (Three Men and Adena) : Risley Tucker

## Théâtre
- 1960 : Othello ou le Maure de Venise de William Shakespeare, Université du Kansas
- 1960 : The Trial of Captain John Brown de R. Stockton, Université du Kansas
- 1961 : Ma tante (Auntie Mame) de Jerome Lawrence et Robert Lee, Université du Kansas
- 1962 à 1963 : Les Nègres (The Blacks) de Jean Genet, New York
- 1963 à 1964 : In White America de Martin Duberman, New York
- 1964 : Hamlet de William Shakespeare, Festival Shakespeare d'Antioch (Ohio)
- 1964 : Macbeth de William Shakespeare, Festival Shakespeare d'Antioch (Ohio)
- 1964 : La Tempête (The Tempest) de William Shakespeare, Festival Shakespeare d'Antioch (Ohio)
- 1964 : Henry IV de William Shakespeare, Festival Shakespeare d'Antioch (Ohio)
- 1964 : Comme il vous plaira (As You Like It) de William Shakespeare, Festival Shakespeare d'Antioch (Ohio)
- 1965 : Hard Travelin' de Millard Lampell
- 1965 à 1966 : Day of Absence de Douglas Turner Ward, New York
- 1966 : Wedding Band de Alice Childress
- 1966 : Bohikee Creek de Robert Unger, New York
- 1966 : Mesure pour mesure (Measure for Measure) de William Shakespeare, New York
- 1966 : A Hand is on the Gate, New York
- 1967 : Junebug Graduates Tonight ! de Archie Shepp, New York
- 1967 : Titus Andronicus de William Shakespeare, New York
- 1967 : L'Histoire du soldat de Charles Ferdinand Ramuz et Igor Stravinsky, New York
- 1968 : Roméo et Juliette (Romeo and Juliet) de William Shakespeare, New York
- 1968 : Le chant du fantoche lusitanien (Song of th Lusitanian Bogey) de Peter Weiss, avec le Negro Ensemble Company, au St Mark's. Playhouse de New York
- 1968 : L'été de la dix-septième poupée (Summer of the Seventeenth Doll) de Ray Lawler, avec le Negro Ensemble Company, au St Mark's. Playhouse de New York
- 1968 : Kongi's Harvest de Wole Soyinka, avec le Negro Ensemble Company, au St Mark's. Playhouse de New York
- 1968 : Daddy Goodness de Richard Wright, (adaptation de la pièce Papa bon Dieu du français Louis Sapin, avec le Negro Ensemble Company, au St Mark's. Playhouse de New York
- 1969 : Cities in Bezique de Adrienne Kennedy, New York
- 1969 : The Perfect Party de Charles Fuller, New York
- 1969 : To Be Young, Gifted and Black de Lorraine Hansberry, New York
- 1970 : Contributions de Ted Shine, au Tambellini's Gate Theatre de New York
- 1970 : Othello ou le Maure de Venise de William Shakespeare, au festival Shakespeare de Stratford (Connecticut)
- 1971 : The Trial of Abraham Lincoln de James Damico, Los Angeles
- 1971 : The Sty of the Blind Pig de Phillip Hayes, avec le Negro Ensemble Company à New York
- 1972 : La nuit des rois (Twelfth Night) de William Shakespeare, au Broadway Theatre de New York
- 1975 : The First Breeze of Summer de Leslie Lee, au Broadway Theatre de New York
- 1976 : The Poison Tree de Ronald Ribman, au Broadway Theatre de New York
- 1976 : I Have a Dream de Josh Greenfeld, au Broadway Theatre de New York
- 1977 : Our Lan' de Theodore Ward
- 1979 : Comme il vous plaira (As You Like It) de William Shakespeare, à l'Université de Yale, Connecticut
- 1985 : Fool for Love de Sam Shepard
- 1986 : Boesman et Lena (Boesman and Lena) de Athol Fugard
- 1988 : Tapman de Karen Jones-Meadows, New York
- 1988 : La vie et la mort du roi Jean (King John) de William Shakespeare, New York
- 1988 à 1989 : Coriolan (Coriolanus) de William Shakespeare, New York
- 1989 : I'm Not Rappaport de Herb Gardner, Université du Kansas
- 1990 : Viva Detroit de Derek Walcott, au Los Angeles Theater Center à Los Angeles
- 1991 : Le Lien du sang (Blood Knot) de Athol Fugard, à Baltimore, Maryland
- 1991 : My Children ! My Africa ! de Athol Fugard, à Baltimore, Maryland